# Stanišić (Sombor)
Stanišić (serbisch-kyrillisch Станишић, ungarisch Őrszállás, deutsch Stanischitsch oder Deutschwachenheim) ist ein Dorf in Serbien mit 2.914 Einwohnern (Volkszählung von 2022). Das Dorf gehört administrativ zur Gemeinde Sombor in der nordserbischen Provinz Vojvodina. Der Ort gehörte zu den Siedlungsgebieten der Donauschwaben heute wird es hauptsächlich von Serben aus Dalmatien bewohnt, Nachkommen von Partisanenkämpfern.

## Geographie und Bevölkerung
Stanišić liegt in der Opština Sombor, im Okrug Zapadna Bačka nahe der Grenze zu Ungarn 22 km nördlich von Sombor und ist durch die Landwirtschaft geprägt – 87 % der Dorfflur sind Ackerland.
Die Bevölkerung setzte sich im Jahr 2002 zusammen aus 73 % Serben, 7,6 % Kroaten und 7,5 % Ungarn. Stanišić hatte bei der Volkszählung 2011 3987 Einwohner.
| Jahr | Einwohner |  | Jahr | Einwohner |
| ---- | --------- |  | ---- | --------- |
| 1948 | 7741      |  | 1991 | 5131      |
| 1953 | 7814      |  | 2002 | 4808      |
| 1961 | 7521      |  | 2011 | 3987      |
| 1971 | 6156      |  | 2022 | 2914      |
| 1981 | 5476      |  |      |           |

## Geschichte

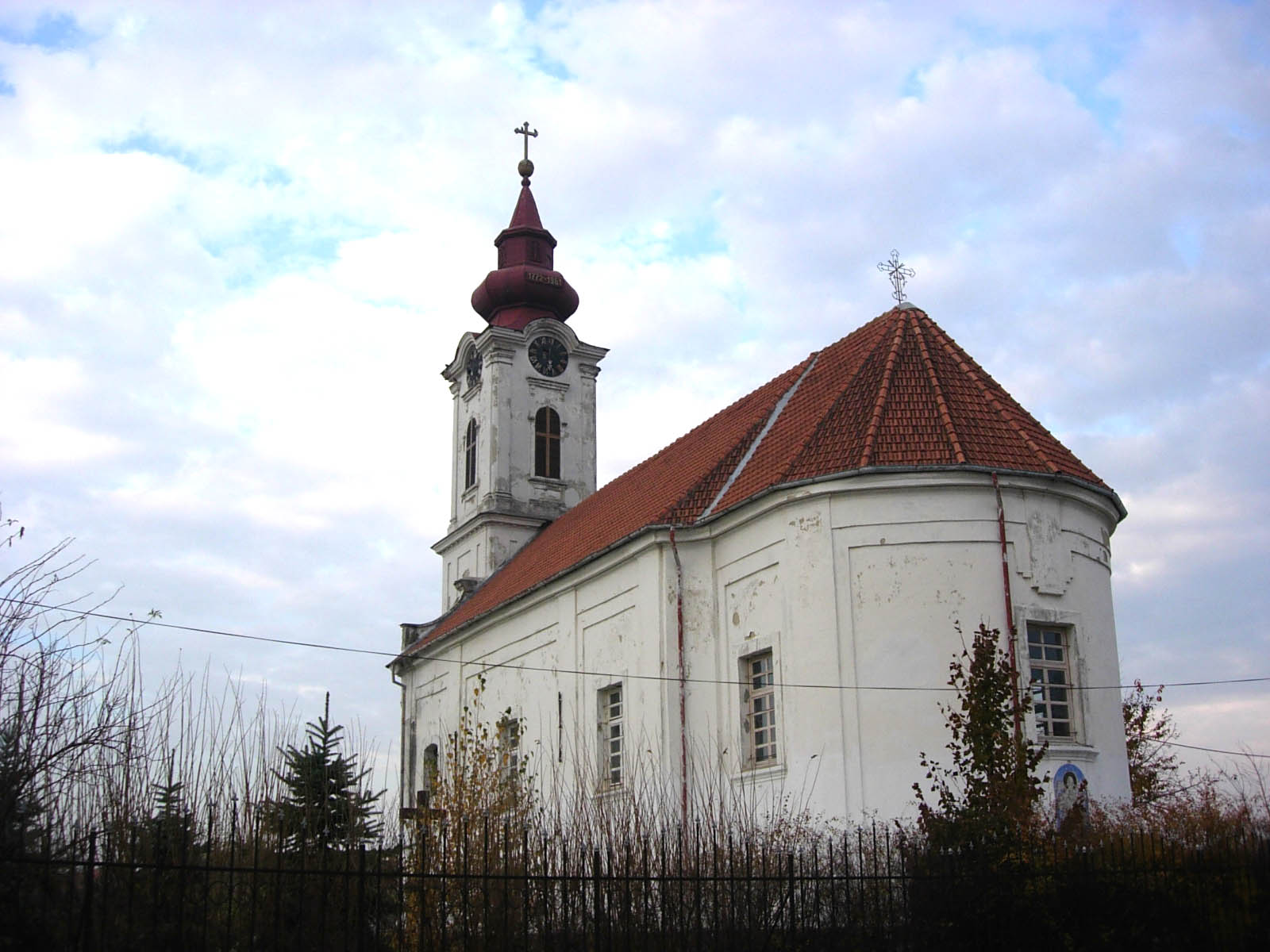
Die Serbisch-orthodoxe Kirche aus dem Jahr 1772

Das Dorf gehört zu den älteren Dörfern der Batschka. Erstmals erwähnt wurde es 1366 unter dem Namen Pariš, das auf mittelalterlichen Karten aus dem 15. und 16. Jahrhundert verzeichnet wurde.
Nach den österreichischen Türkenkriegen war das Dorf verwüstet und verlassen. Bald nach dem Ende der Auseinandersetzungen wurde das Dorf rasch von serbischen Flüchtlingen und Neusiedlern aus Ungarn und Deutschland besiedelt.
1772 wurde die Serbisch-Orthodoxe Kirche erbaut. Nach einem großen Brand im Jahr 1910 wurde sie erneuert und restauriert. 1815 wurde die 45 Meter hohe katholische Kirche erbaut.
1787 lebten im Dorf fast 200 deutschstämmige Familien. Bis 1811 war das Dorf in zwei Teile geteilt – Deutsch Stanischitsch und Serbisch Stanišić. 1904 setzten Ungarn durch, dass der Dorfname in Őrszállás umbenannt wurde; dies geschah nach dem Österreichisch-Ungarischen Ausgleich. Mit Ende des Ersten Weltkriegs wurde das Dorf wieder auf seinen alten Namen Stanišić umbenannt. Ab 1919 gehörte es zum Königreich Jugoslawien.

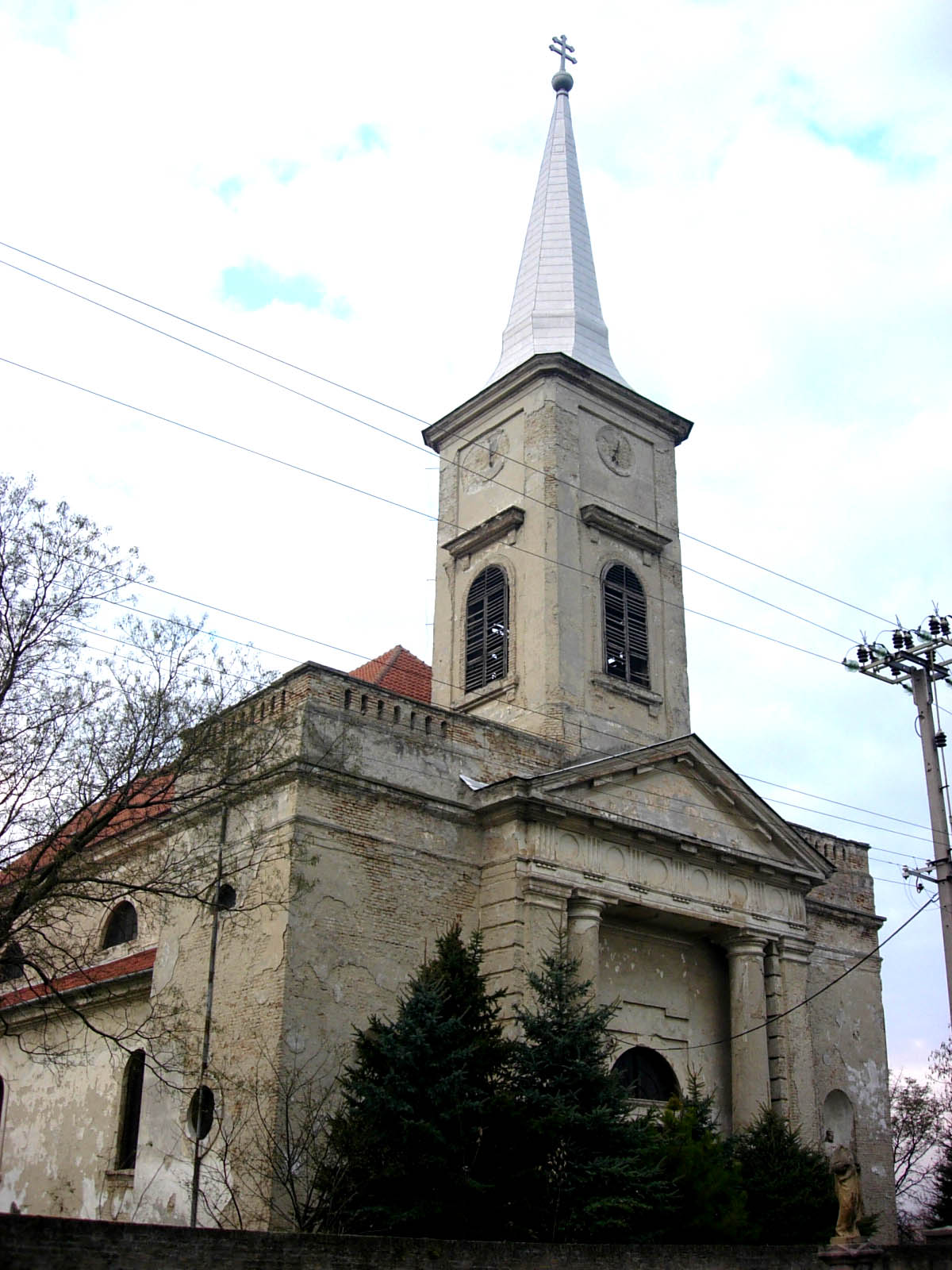
Die katholische Kirche aus dem Jahre 1815

Bis zum Jahr 1965 war das Dorf der Sitz der Opština Stanišić. Diese bestand neben Stanišić aus den Dörfern Gakovo, Rastina und Riđica sowie Kruševlje, das heute ein Ortsteil von Gakovo ist. Nach Auflösung der Gemeinde wurde das gesamte Gebiet zu einem Teil der Gemeinde Sombor.

## Sport
Der Fußballclub existiert seit 1920 und heißt heute Jedinstvo (FC Einheit). Die Geschichte des Vereins ist Erster Stanischitscher Sport Club (1920–1925), Stanišićki AK (1925–1932), SK Sloga/SC Eintracht (1932–1941), Adler FC (1941–1944), FD Crvena zvezda/Roter Stern (1946–1948), FK Jedinstvo/Einheit (1948–1976), FK Stanišić (1976–2018).
Stanišić hatte Herren- und Damenmannschaft Handballmannschaft, RK "Stanišić" und ŽRK "Stanišić".

## Persönlichkeiten
- Fülöp Bartos (1857–1946), Sprachwissenschaftler und Universitätsprofessor
- Dimitrije Konjović (1888–1982), Pilot, Marineoffizier und Industrieller
- Ivan Radović (1894–1973), Maler und Tennisspieler
- Gáspár Ulmer (1915–2002), Historiker, Schriftsteller und Archivar
- Mirko Bulović (1930–2009), Schauspieler
- Irinej Bulović (* 1947), orthodoxer Erzbischof der Batschka
- Ivan Gundić „Ćiso“ (1947–2000), Maler
- Predrag Šarić (1950–2015), Mediziner
- Nikolaus Tschenk (* 1953), Politiker (Bündnis 90/Die Grünen), MdL in Baden-Württemberg
- Željko Parađina (1953–1992), Pilot
- Dragica Palaversa Mijač (1953–2014), Handballspielerin und -trainerin
- Dragoslav Šarić (1959–2014), Mediziner
- Mirjana Djurica (1961), Handballspielerin
- Milan Stepanović (1961), Schriftsteller
- Slobodan Veselinović (1967), Handballspieler
- Vladimir Torbica (1980), Fußballer
- Mate Brajković (1981), Fußballer
- Nemanja Obrić (1984), Fußballer